# Nurlan Bekzhanov
Nurlan Bekzhanov (15 de abril de 1987) es un luchador kazajo de lucha libre. Logró la 8.ª posición en Campeonato Mundial de 2015. Obtuvo una medalla de plata en Campeonato Asiático de 2016. Representó a su país en la Copa del Mundo, en 2013 clasificándose en la octava posición. Ganó la medalla de bronce en Juegos Asiáticos de Playa de 2014.